# Gerard Adriaan Heineken
Gerard Adriaan Heineken (Amsterdã, 29 de setembro de 1841 – Amsterdã, 18 de março de 1893) foi o fundador da cervejaria holandesa Heineken.

## Biografia

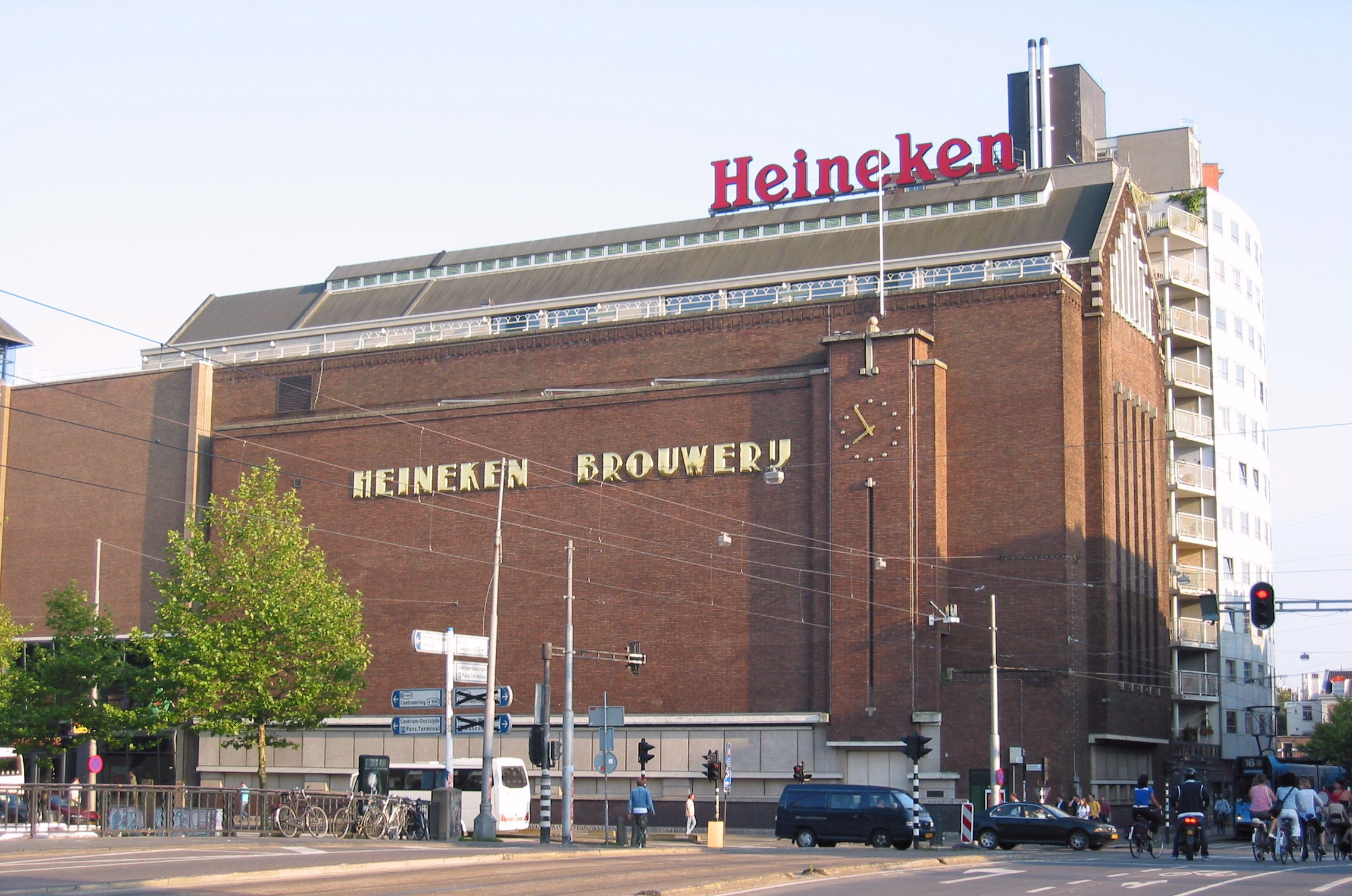
Primeira cervejaria da Heineken

Em 1864 comprou a cervejaria 'Den Hoyberg e começou a fazer uma nova cerveja. A Heineken é a maior patrocinadora da Liga dos Campeões da UEFA. Junto com outras empresas cervejeiras, formam a maior distribuidora mundial de cerveja.
Gerard Adriaan deu ênfase na qualidade e logo foi recompensado com a cerveja Heineken ganhando importantes prêmios internacionais. Foi a primeira cervejaria no mundo a fundar seu próprio laboratório de controle de qualidade. Ele atraiu um aluno de Louis Pasteur para dirigir este laboratório. Este cientista, doutor Elion, isolou uma cepa de levedura de qualidade superior.
Na altura da morte de Gerard Adriaan Heineken, a cervejaria havia crescido suficiente para se tornar uma das fábricas de maior e mais importância na Holanda.
Heineken faleceu em 18 de março de 1893, em Amsterdã.